# Posidonia robertsoniae
Posidonia robertsoniae är en enhjärtbladig växtart som beskrevs av J.Kuo och Cambridge. Posidonia robertsoniae ingår i släktet Posidonia och familjen Posidoniaceae. Inga underarter finns listade.